# 知寄町三丁目停留場
知寄町三丁目停留場（ちよりちょうさんちょうめていりゅうじょう）は、高知県高知市にあるとさでん交通後免線の路面電車停留場。

## 歴史
当停留場が開業したのは1909年（明治42年）。後免線の下知停留場から路線が延伸してきた際に開業した停留場であり、当時の路線は当停留場まで。ここから後免町方面に路線が伸びるのは翌年のことで、この時は鹿児停留場まで到達した。1942年（昭和17年）に停留場は一度休止されるが、2年後に復活している。
停留場名は開業時葛島橋西詰停留場（かづらしまばしにしづめていりゅうじょう）と称し、1972年（昭和47年）に知寄町三丁目に改称した。このほかに、葛島橋西岸停留場として開業したあと葛島橋に改称し、その後休止状態から復活した際に葛島西詰となったとする資料もある。

### 年表
- 1909年（明治42年）10月30日：下知から葛島橋西詰までの開通に伴い、土佐電気鉄道の葛島橋西詰停留場として開業[1]。
- 1910年（明治43年）10月15日：葛島橋西詰から鹿児まで開通[1]。
- 1942年（昭和17年）7月29日：休止[1]。
- 1944年（昭和19年）6月1日：再開[1]。
- 1972年（昭和47年）12月20日：知寄町三丁目停留場に改称[1]。
- 2014年（平成26年）10月1日：土佐電気鉄道が高知県交通・土佐電ドリームサービスと経営統合し、とさでん交通が発足[3]。とさでん交通の停留場となる。

## 停留場構造
知寄町三丁目停留場は後免線の併用軌道区間にあり、ホームも道路上に設けられる。ホームは2面あり、東西方向に伸びる2本の線路を挟み込むように置かれている。ただし互いのホーム位置は東西方向にずれていて、東に後免町方面行き、西にはりまや橋方面行きのホームがある。はりまや橋方面は知寄町三丁目、後免町方面は小倉町に位置する。

## 停留場周辺
当停留場からはりまや橋方面は市内線に入り、道路中央に敷かれた併用軌道上を走行する。
- 国道32号
- フジグラン葛島
- ボウルかつらしま
- ダイレックス青柳店

## 路線バス
「知寄町三丁目」バス停留所があり、以下の路線が乗り入れる。
| 乗場 | 系統                                               | 主要経由地                   | 行先       | 運行会社     | 備考 |
| ---- | -------------------------------------------------- | ---------------------------- | ---------- | ------------ | ---- |
|      | L1                                                 | 西高須通、JA高知病院、後免町 | 安芸駅     | とさでん交通 |      |
| K2   | 介良通、潮見台ターミナル                           | 潮見台三丁目                 | 土休日運休 | とさでん交通 |      |
| K3   | 西高須通                                           | 潮見台ターミナル             |            | とさでん交通 |      |
| K4   | 西高須通、潮見台ターミナル                         | 潮見台三丁目                 |            | とさでん交通 |      |
| K5   | 西高須通、潮見台ターミナル、後免駅前               | 高知工科大学                 |            | とさでん交通 |      |
| K6   | 西高須通、潮見台ターミナル、後免駅前、高知工科大学 | 龍河洞                       |            | とさでん交通 |      |
| J1   | 県立美術館通、高知医療センター                     | 望海ケ丘                     |            | とさでん交通 |      |
| J2   | 県立美術館通、高知医療センター                     | 十津団地                     |            | とさでん交通 |      |
| M1   | 十津、高知医療センター                             | 後免町                       |            | とさでん交通 |      |
|      | T1                                                 | はりまや橋                   | 桟橋車庫   | とさでん交通 |      |
| Y1   | はりまや橋、県庁前                                 | 学芸高校                     | 土休日運休 | とさでん交通 |      |
| C1   | はりまや橋                                         | 県庁前                       |            | とさでん交通 |      |
| D1   | はりまや橋、愛宕町二丁目                           | イオンモール高知             |            | とさでん交通 |      |
| D7   | はりまや橋、愛宕町二丁目                           | 鳥越                         |            | とさでん交通 |      |
| G1   | はりまや橋                                         | 高知駅バスターミナル         |            | とさでん交通 |      |

## 隣の停留場
とさでん交通
後免線
葛島橋東詰停留場 - 知寄町三丁目停留場 - 知寄町停留場